# Boulahrath
Boulahrath este o comună din departamentul Barkewol, Regiunea Assaba, Mauritania, cu o populație de 7.711 locuitori.